# Núi lửa băng

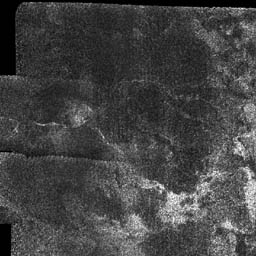
Ganesa Macula, điểm tối trên vệ tinh Titan của Sao Thổ, có thể là vòm núi lửa băng

Núi lửa băng là núi lửa phun băng trên các vệ tinh băng của các thiên thể, và cũng có thể xuất hiện trên một số thiên thể nhiệt độ thấp khác (như các thiên thể thuộc vành đai Kuiper). Khác với dung nham, các núi lửa này phun ra các vật liệu như nước, amonia hoặc methan, gọi chung là mắc ma băng (cryomagma), các chất này luôn ở dạng lỏng và phun thành vòi, nhưng cũng có thể ở dạng hơi. Sau khi phun trào, mắc ma băng đặc lại thành thể rắn do nó bị phơi lên bề mặt có nhiệt độ rất thấp.
Năng lượng cần để làm tan chảy băng và tạo ra núi lửa băng thường bắt nguồn từ ma sát thủy triều. Người ta cũng cho rằng các tích tụ vật liệu băng không trong suốt có thể tạo ra một hiệu ứng nhà kính bên dưới bề mặt thiên thể, và hiệu ứng này có thể tích tụ năng lượng nung chảy cần thiết.
Một số giả thuyết thì cho rằng thiên thể Quaoar thuộc vành đai Kuiper có hoạt động của núi lửa băng trong quá khứ. Phân rã phóng xạ cũng có thể là nguồn cung cấp năng lượng cần thiết cho các hoạt động này. Các núi lửa băng có thể thải ra nước nằm trong hỗn hợp với amonia. Một hỗn hợp như thế có thể tan chảy ở nhiệt độ -95 °C (-140 °F), tao ra một chất lỏng cực lạnh có thể chảy thành dòng từ núi lửa.

## Quan sát
Các núi lửa băng được phát hiện đầu tiên trên vệ tinh Triton của Sao Hải Vương trong chuyến thám hiểm của tàu Voyager 2 năm 1989.

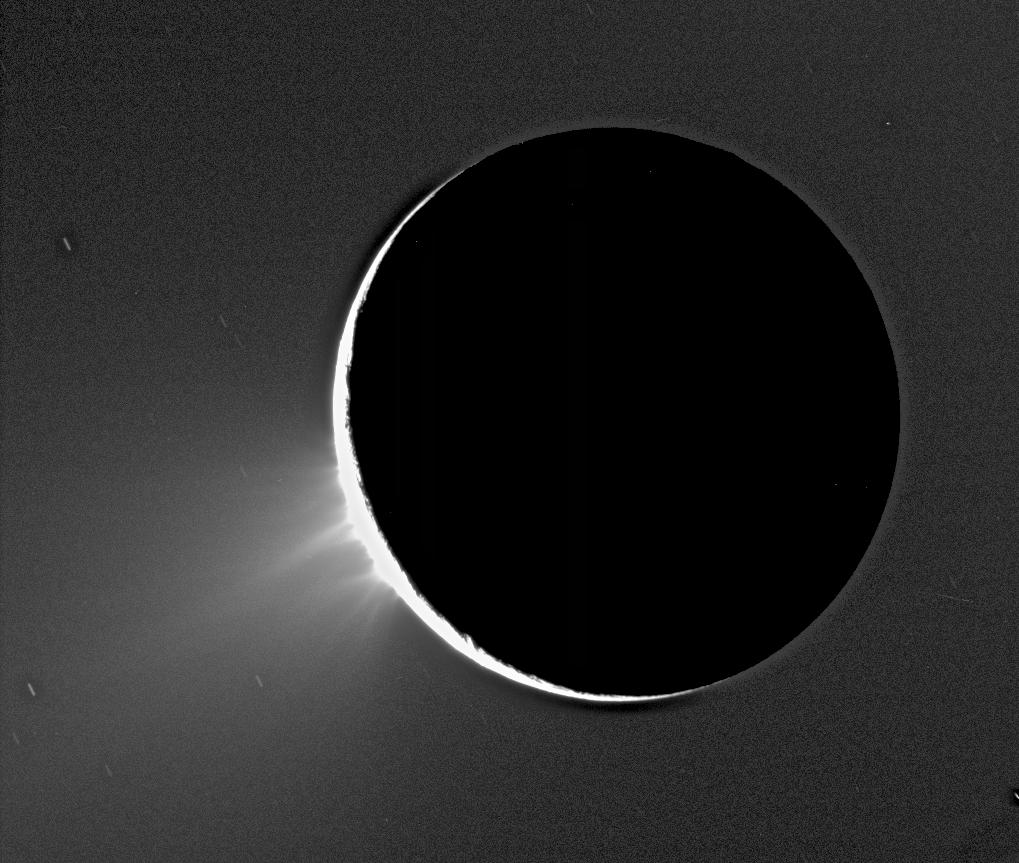
Các chùm mắc ma băng bên trên quầng của Enceladus. Chúng phát ra từ các vùng thung lũng kéo dài song song gần cực nam Enceladus.

Ngày 27 tháng 11 năm 2005 Cassini đã chụp các geyser ở cực nam của vệ tinh Enceladus (xem thêm: Núi lửa trên Enceladus).
Dấu hiệu gián tiếp về hoạt động của núi lửa băng cũng được quan sát sau đó trên một số vệ tinh băng trong hệ Mặt Trời như Europa, Titan, Ganymede, và Miranda. Cassini đã quan sát một số đặc điểm và cho rằng đó là các núi lửa băng trên Titan. Cơ chế núi nửa này ngày nay được tin rằng nó là nguồn methan quan trọng được tìm thấy trong khí quyển của Titan.
Năm 2007, các quan sát của Gemini Observatory cho thấy các vùng phân bố amonia hydrat và tinh thể nước trên bề mặt vệ tinh Charon của Sao Diêm Vương, và người ta cho rằng có sự xuất hiện của các núi lửa băng hay các vòi phun băng đang hoạt động ở đây.

## Trong văn hóa đại chúng
Trong Planet of the Daleks, một series trong chương trình truyền hình của BBC Doctor Who, sự phun trào của núi lửa băng đã vô hiệu hóa đội tàu Dalek trên Spiridon khi Doctor làm ngập buồng làm lạnh Dalek bằng băng chảy.